# Hlebine
Hlebine är en ort i Kroatien.   Den ligger i länet Koprivnica-Križevcis län, i den nordöstra delen av landet, 80 km öster om huvudstaden Zagreb. Hlebine ligger 122 meter över havet och antalet invånare är 1 297.
Terrängen runt Hlebine är platt. Runt Hlebine är det ganska tätbefolkat, med 116 invånare per kvadratkilometer. Närmaste större samhälle är Koprivnica, 10,4 km väster om Hlebine. Omgivningarna runt Hlebine är en mosaik av jordbruksmark och naturlig växtlighet.